# PlayStation App
PlayStation App — программное приложение для устройств iOS и Android, разработанное PlayStation Mobile Inc. Оно действует как сопутствующее приложение для игровых консолей PlayStation, предоставляя доступ к функциям сообщества PlayStation Network и дистанционному управлению.

## Функции
Приложение позволяет пользователям:
- Посмотреть, какие друзья находятся в сети и во что они играют.
- Получать уведомления, игровые оповещения и приглашения.
- Настроить профиль PSN.
- Просматривать прогресс и сравнивать трофеи.
- Быть в курсе последних событий от друзей и подписчиков игроков.
- Приобретать игры и дополнения в PlayStation Store и отправлять удаленные запросы PS4 на загрузку в фоновом режиме.

Sony также разработала другие приложения в дополнение к основному приложению, такие как PlayStation Messages для обмена сообщениями с пользователями PSN, PlayStation Communities для просмотра сообществ PS4 и PS4 Second Screen, которое используется в качестве второго экрана в некоторых играх PS4 и экранной клавиатурой для быстрого и легкого набора текста.

## История обновлений
Приложение было впервые запущено исключительно для Европейского рынка 11 января 2011 года и включало доступ к трофеям и друзьям PSN, а также к блогу и информации о предстоящих играх PS.
С запуском PS4 в Северной Америке 15 ноября 2013 года приложение было обновлено и стало доступно по всему миру. Версия 1.70 была выпущена 30 апреля 2014 года с добавлением уведомлений, ссылок для запросов в друзья и пользовательских изображений профиля. Версия 2.00 была выпущена 27 октября 2014 года с добавлением поддержки планшетов. Версия 2.50, выпущенная 26 марта 2015 года, добавила дополнительные возможности. Версия 3.00, выпущенная 30 сентября 2015 года, добавила события и вход как гость. Версия 3.10 добавила возможность следить за авторизованными игроками, а часть обмена сообщениями была выделена в собственное приложение. Версия 3.50 добавила возможность создавать события. Версия 4.00 позволила пользователям изменять свой аватар PSN прямо из приложения. 29 ноября 2016 года было выпущено новое приложение PlayStation Communities.
Приложение PlayStation было полностью переработано 7 ноября 2017 года с улучшением времени загрузки. Функция второго экрана была отделена в отдельное приложение, а также была удалена возможность просмотра прямых трансляций и удаления списков трофеев с показателем завершения 0 %.
PlayStation App было полностью переработано 28 октября 2020 года с возможностью удаленного запуска игр, управлением хранилищем и входом в вашу систему. Вы можете покупать и загружать игры прямо на свои PS5 и PS4.
Используя свой телефон, вы можете создавать группы для вечеринок и общаться в голосовом чате с другими 15 людьми. PS Messages также интегрирован в PlayStation App.
Вместо старого веб-просмотра Sony добавила полностью собственный PlayStation Store, поэтому совершать покупки и удаленно загружать игры на ваши PS5 и PS4 должно быть намного проще. Обновленный общий интерфейс позволяет вам быстрее просматривать, во что играют друзья, а также ваши собственные игры, в которые вы недавно играли.

## Рекомендации
1. ↑  The PlayStation Official App Now Available For Download (амер. англ.). PlayStation.Blog (11 января 2011). Дата обращения: 30 апреля 2022. Архивировано 30 апреля 2022 года.
2. ↑  The PlayStation App launches next week (амер. англ.). PlayStation.Blog (22 ноября 2013). Дата обращения: 30 апреля 2022. Архивировано 30 апреля 2022 года.
3. ↑  PS4 system update 1.70 launches today – full feature list. PlayStation.Blog.Europe (англ.). 30 апреля 2014. Архивировано 22 мая 2020. Дата обращения: 24 ноября 2017.
4. ↑  Major PS4 System Software Update v2.00 Available Tomorrow (амер. англ.). PlayStation.Blog (27 октября 2014). Дата обращения: 24 ноября 2017. Архивировано 20 мая 2020 года.
5. ↑  PS4 System Update 2.50 Available Tomorrow, Features Detailed (амер. англ.). PlayStation.Blog (25 марта 2015). Дата обращения: 24 ноября 2017. Архивировано 25 декабря 2019 года.
6. ↑  PlayStation Communities App Out Today on iOS and Android (амер. англ.). PlayStation.Blog (29 ноября 2016). Дата обращения: 24 ноября 2017. Архивировано 1 декабря 2017 года.
7. ↑  PlayStation App Gets a Whole New Look (амер. англ.). PlayStation.Blog (7 ноября 2017). Дата обращения: 24 ноября 2017. Архивировано 8 марта 2019 года.
8. ↑  Introducing the new PlayStation App, redesigned to enhance your gaming experiences on PS4 and PS5 (амер. англ.). PlayStation.Blog (28 октября 2020). Дата обращения: 26 марта 2021. Архивировано 18 декабря 2021 года.
9. ↑  PlayStation App Update Adds Major New Features (амер. англ.). Game Rant (28 октября 2020). Дата обращения: 26 марта 2021. Архивировано 3 декабря 2021 года.
10. ↑  Lyles, Taylor. Sony's new PlayStation App is seriously clean and lets you do way more remotely (англ.). The Verge (28 октября 2020). Дата обращения: 26 марта 2021. Архивировано 12 февраля 2021 года.